# Bajeman
Bajeman is een bestuurslaag in het regentschap Bangkalan van de provincie Oost-Java, Indonesië. Bajeman telt 2959 inwoners (volkstelling 2010).